# Jonas Jonsson Stadling

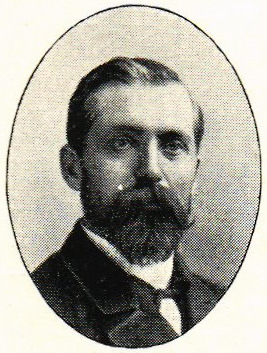
Jonas Stadling um 1900

Jonas Jonsson Stadling (* 12. November 1847 im Kirchspiel Myssjö, Gemeinde Berg, Jämtlands län; † 1935) war ein schwedischer Journalist und Schriftsteller. Er war ab 1878 mit Anna Wiberg verheiratet.

## Leben
Stadlings Eltern waren die Bauersleute Jon Jönsson und Hedvig Stadling. Von 1869 bis 1873 absolvierte Stadling das sogenannte „Betelseminariet“ in Stockholm, ein im Jahre 1866 gegründetes Ausbildungsseminar für baptistische Prediger. In den folgenden Jahren (1875–1878) studierte Stadling in Göteborg, Genf und Manchester. Von 1880 bis 1883 unternahm Stadling Reisen durch Amerika.
Ab 1891 war Stadling bei der schwedischen Zeitung Aftonbladet angestellt. In seinen Artikeln behandelte er unter anderem die Situation der Sámi sowie andere wichtige Fragen, die die Region Norrland betrafen. Im Winter 1892–1893 unterstützte er Leo Tolstoi bei dessen Kampf gegen die Hungersnot in Russland.
Im Jahre 1897 begleitete er Salomon August Andrée nach Spitzbergen (siehe Hauptartikel: Andrées Polarexpedition von 1897). Gemeinsam mit dem Ingenieur K. Frænkel und dem Botaniker H.N. Nilson unternahm er ein Jahr später, von April bis Dezember 1898 eine Aufklärungsexpedition nach Nordsibirien um Informationen über den Verbleib Andrées nach dessen Ballongreise zum Nordpol zu sammeln.
Die Reise mit der erfolglosen Suche nach Andrée behandelte Stadling in seinem Buch „Genom Sibirien. På spaning efter Andrée“.

## Werk (Auswahl)
- Hvad jag hörde och såg i mormonernas Zion. („Was ich im Zion der Mormonen sah und hörte“). (1883)
- Genom den stora vestern, reseskildringar. („Durch den großen Westen“). (1883)
- De religiösa rörelserna i Ryssland. („Die religiösen Bewegungen Russlands“). (1891)
- Från det hungrande Ryssland. („Aus dem hungernden Russland“). (1893)
- Vår irlänska fråga. Korrespondenser till Aftonbladet från en studieresa genom Norrland. („Unsere Irische Frage. Korrespondenz von einer Studienreise durch Norrland mit Aftonbladet“). (1894)
- Genom Sibirien. På spaning efter Andrée. („Durch Sibirien. Auf der Suche nach Andrée“). (1901)